# 雙葉頻道
雙葉頻道（日语：ふたば☆ちゃんねる），又稱2chan，是於2001年推出的以ACG、御宅族等次文化相關討論為主題的日本流行貼圖討論版網站。
2chan於2001年8月30日創建，当时为了回应2ch有可能关闭的情况，而让2ch用户把2chan当成避难所。
2chan有大约60个不同的貼圖討論版和40个文字討論版，每个版讨论不同的话题。网站使用的Futaba定制PHP脚本是基于另外一个脚本叫GazouBBS。Futaba是开放源代码脚本，因此有很多其他貼圖討論版網站也使用Futaba脚本和它的衍生作品，如4chan和Komica。
网站上的用户有产生各种的網路爆紅，如OS娘和瞎攪和的技術。